# Premi Oscar 1961
La 33ª edizione della cerimonia di premiazione dei Premi Oscar si è tenuta il 17 aprile 1961 a Santa Monica, al Santa Monica Civic Auditorium, presentata dal comico Bob Hope. 
Questo è stato il primo anno in cui un tappeto rosso ha costeggiato l'ingresso del teatro.

## Vincitori e candidati
Vengono di seguito indicati in grassetto i vincitori. Ove ricorrente e disponibile, viene indicato il titolo in lingua italiana e quello in lingua originale tra parentesi.

### Miglior film
- L'appartamento (The Apartment), regia di Billy Wilder
- La battaglia di Alamo (The Alamo), regia di John Wayne
- Il figlio di Giuda (Elmer Gantry), regia di Richard Brooks
- Figli e amanti (Sons and Lovers), regia di Jack Cardiff
- I nomadi (The Sundowners), regia di Fred Zinnemann

### Miglior regia
- Billy Wilder - L'appartamento (The Apartment)
- Jules Dassin - Mai di domenica (Never on Sunday)
- Alfred Hitchcock - Psyco (Psycho)
- Jack Cardiff - Figli e amanti (Sons and Lovers)
- Fred Zinnemann - I nomadi (The Sundowners)

### Miglior attore protagonista
- Burt Lancaster - Il figlio di Giuda (Elmer Gantry)
- Trevor Howard - Figli e amanti (Sons and Lovers)
- Jack Lemmon - L'appartamento (The Apartment)
- Laurence Olivier - Gli sfasati (The Entertainer)
- Spencer Tracy - ...e l'uomo creò Satana (Inherit the Wind)

### Migliore attrice protagonista
- Elizabeth Taylor - Venere in visone (Butterfield 8)
- Greer Garson - Sunrise at Campobello
- Deborah Kerr - I nomadi (The Sundowners)
- Shirley MacLaine - L'appartamento (The Apartment)
- Melina Merkouri - Mai di domenica (Never on Sunday)

### Miglior attore non protagonista
- Peter Ustinov - Spartacus
- Peter Falk - Sindacato assassini (Murder Inc.)
- Jack Kruschen - L'appartamento (The Apartment)
- Sal Mineo - Exodus
- Chill Wills - La battaglia di Alamo (The Alamo)

### Miglior attrice non protagonista
- Shirley Jones - Il figlio di Giuda (Elmer Gantry)
- Glynis Johns - I nomadi (The Sundowners)
- Shirley Knight - Il buio in cima alle scale (The Dark at the Top of the Stairs)
- Janet Leigh - Psyco (Psycho)
- Mary Ure - Figli e amanti (Sons and Lovers)

### Miglior sceneggiatura non originale
- Richard Brooks - Il figlio di Giuda (Elmer Gantry)
- Nedrick Young e Harold Jacob Smith - ...e l'uomo creò Satana (Inherit the Wind)
- Gavin Lambert e T. E. B. Clarke - Figli e amanti (Sons and Lovers)
- Isobel Lennart - I nomadi (The Sundowners)
- James Kennaway - Whisky e gloria (Tunes of Glory)

### Miglior sceneggiatura originale
- Billy Wilder e I. A. L. Diamond - L'appartamento (The Apartment)
- Richard Gregson, Michael Craig e Bryan Forbes - La tortura del silenzio (The Angry Silence)
- Norman Panama e Melvin Frank - Un adulterio difficile (The Facts of Life)
- Marguerite Duras - Hiroshima Mon Amour
- Jules Dassin - Mai di domenica (Never on Sunday)

### Miglior film straniero
- La fontana della vergine (Jungfrukällan), regia di Ingmar Bergman (Svezia)
- Kapò, regia di Gillo Pontecorvo (Italia)
- La verità (La Vérité), regia di Henri-Georges Clouzot (Francia)
- Morte in vacanza (Macario), regia di Roberto Gavaldón (Messico)
- Nono cerchio (Deveti krug), regia di France Štiglic (Jugoslavia)

### Miglior fotografia
- Bianco e nero

- Freddie Francis - Figli e amanti (Sons and Lovers)
- Joseph LaShelle - L'appartamento (The Apartment)
- Charles Lang - Un adulterio difficile (The Facts of Life)
- Ernest Laszlo - ...e l'uomo creò Satana (Inherit the Wind)
- John L. Russell - Psyco (Psycho)

- Colore

- Russell Metty - Spartacus
- William H. Clothier - La battaglia di Alamo (The Alamo)
- Joseph Ruttenberg e Charles Harten - Venere in visone (Butterfield 8)
- Sam Leavitt - Exodus
- Joe MacDonald - Pepe (Pepe)

### Migliore scenografia
- Bianco e nero

- Alexandre Trauner e Edward G. Boyle - L'appartamento (The Apartment)
- Joseph McMillan Johnson, Kenneth A. Reid e  Ross Dowd - Un adulterio difficile (The Facts of Life)
- Joseph Hurley, Robert Clatworthy e George Milo - Psyco (Psycho)
- Tom Morahan e Lionel Couch - Figli e amanti (Sons and Lovers)
- Hal Pereira, Walter H. Tyler, Sam Comer e Arthur Krams - Un marziano sulla Terra (Visit to a Small Planet)

- Colore

- Alexander Golitzen, Eric Orbom, Russell A. Gausman e Julia Heron - Spartacus
- George W. Davis, Addison Hehr, Henry Grace, Hugh Hunt e Otto Siegel - Cimarron
- Hal Pereira, Roland Anderson, Sam Comer e Arrigo Breschi - La baia di Napoli (It Started in Naples)
- Ted Haworth e William Kiernan - Pepe
- Edward Carrere e George James Hopkins - Sunrise at Campobello

### Migliori costumi
- Bianco e nero

- Edith Head e Edward Stevenson - Un adulterio difficile (The Facts of Life)
- Theoni Vachlioti - Mai di domenica (Never on Sunday)
- Howard Shoup - Jack Diamond Gangster (The Rise and Fall of Legs Diamond)
- Bill Thomas - I sette ladri (Seven Thieves)
- Marik Vos - La fontana della vergine (Jungfrukällan)

- Colore

- Arlington Valles e Bill Thomas - Spartacus (Spartacus)
- Irene Sharaff - Can-Can
- Irene - Merletto di mezzanotte (Midnight Lace)
- Edith Head - Pepe (Pepe)
- Marjorie Best - Sunrise at Campobello (Sunrise at Campobello)

### Migliori effetti speciali
- Gene Warren e Tim Baar - L'uomo che visse nel futuro (The Time Machine)
- A.J. Lohman - La crociera del terrore (The Last Voyage)

### Miglior montaggio
- Daniel Mandell - L'appartamento (The Apartment)
- Stuart Gilmore - La battaglia di Alamo (The Alamo)
- Frederic Knudtson - ...e l'uomo creò Satana (Inherit the Wind)
- Viola Lawrence e Al Clark - Pepe
- Robert Lawrence - Spartacus

### Miglior sonoro
- Fred Hynes, Gordon E. Sawyer, Todd-AO Sound Department e Samuel Goldwyn Studio Sound Department - La battaglia di Alamo (The Alamo)
- Gordon E. Sawyer e Samuel Goldwyn Studio Sound Department - L'appartamento (The Apartment)
- Franklin E. Milton e Metro-Goldwyn-Mayer Studio Sound Department - Cimarron
- Charles Rice e Columbia Studio Sound Department - Pepe
- George R. Groves e Warner Bros. Studio Sound Department - Sunrise at Campobello

### Migliore colonna sonora
- Film musicale

- Morris Stoloff e Harry Sukman - Estasi (Song without End - The Story of Franz Liszt)
- André Previn - Susanna Agenzia Squillo (Bells Are Ringing)
- Nelson Riddle - Can-Can
- Lionel Newman e Earle H. Hagen - Facciamo l'amore (Let's Make Love)
- Johnny Green - Pepe

- Film drammatico o commedia

- Ernest Gold - Exodus
- André Previn - Il figlio di Giuda (Elmer Gantry)
- Elmer Bernstein - I magnifici sette (The Magnificent Seven)
- Dimitri Tiomkin - La battaglia di Alamo (The Alamo)
- Alex North - Spartacus

### Miglior canzone
- Never on Sunday, musica e testo di Manos Hadjidakis - Mai di domenica (Never on Sunday)
- The Facts of Life, musica e testo di Johnny Mercer - Un adulterio difficile (The Facts of Life)
- Faraway Part of Town, musica di André Previn, testo di Dory Langdon - Pepe
- The Second Time Around, musica di James Van Heusen, testo di Sammy Cahn - In due è un'altra cosa  (High Time)
- The Green Leaves of Summer, musica di Dimitri Tiomkin, testo di Paul Francis Webster - La battaglia di Alamo (The Alamo)

### Miglior documentario
- Il cavallo volante (The Horse with the Flying Tail), regia di Larry Lansburgh
- Rebel in Paradise (Rebel in Paradise), regia di Robert D. Fraser

### Miglior cortometraggio
- Day of the Painter (Day of the Painter), regia di Robert P. Davis
- The Creation of Woman (The Creation of Woman), regia di Charles F. Schwep
- Islands of the Sea (Islands of the Sea), regia di James Algar
- A Sport Is Born (A Sport Is Born), regia di Leslie Winik

### Miglior cortometraggio documentario
- Giuseppina (Giuseppina), regia di James Hill
- Beyond Silence (Beyond Silence), regia di United States Information Agency
- A City Called Copenhagen (En by ved navn København), regia di Jørgen Roos
- George Grosz' Interregnum (George Grosz' Interregnum), regia di Charles Carey e Altina Carey
- Universe (Universe), regia di Roman Kroitor e Colin Low

### Miglior cortometraggio d'animazione
- Munro, regia di Gene Deitch
- Golia, piccolo elefante (Goliath II), regia di Wolfgang Reitherman
- La nota ubriaca (High Note), regia di Chuck Jones
- O místo na slunci, regia di Frantisek Vystrecil
- Il topo della discordia (Mouse and Garden), regia di Friz Freleng

## Premi speciali

### Premio alla carriera
- Gary Cooper per le sue numerose memorabili interpretazioni sullo schermo e per il riconoscimento internazionale che, come individuo, ha dato all'industria cinematografica.
- Stan Laurel per la sua pionieristica creatività nel campo della commedia cinematografica.

### Premio giovanile
- Hayley Mills

### Premio umanitario Jean Hersholt
- Sol Lesser